# Ловозеро (озеро)
Лово́зеро (Лойявр, Ло́во́зеро, Лов-озеро; кильд. саам. Луяввьр) — озеро-водохранилище в Мурманской области, расположенное в центре Кольского полуострова на территории Ловозерского района.

## Название
Саамский эндоним: кильд. саам. Луяввьр, ср. кильд. саам. я̄ввьр «озеро». Название первой части слова (Лу-), по мнению местных саамов, происходит от «Селение сильных у озера».

## География
На западе ограничено горным массивом Ловозерские тундры.
В озеро впадают многочисленные ручьи и реки: Афанасия, Вирма, Kypгa, Сейдйок, Светлая, Сергевань, Цага. Ловозеро относится к водосборному бассейну Баренцева моря, связывается с ним рекой Вороньей, которая вытекает из озера. В среднем ежегодные колебания уровня воды не превышают 0,8 метра.
Имеет сильно изрезанную береговую линию. Множество островов, крупнейшие: Гнилой, Семен, Лухт, Пальгессуол, Овечий, Амбарный, Салма, Кобсуол